# 常泰长江大桥
常泰长江大桥是连接常州和泰州泰兴的一座长江大桥，位于泰州大桥与江阴大桥之间。该桥开建于2019年1月9日并于11月22日全面开工，2020年1月2日主塔两个首节钢沉井，2020年2月18日完成钢沉井夹壁混凝土首次浇筑。

## 设计
该桥主航道为主跨1176米钢桁梁斜拉桥，是目前在建的世界最大跨度的斜拉桥。此外，天星洲、录安洲专用航道均采用主跨388米钢桁拱桥，建成后均成为世界最大跨度的公铁两用桥。其中，天星洲专用航道2023年12月22日合龙，录安洲专用航道于2024年1月12日合龙。2024年6月9日，常泰长江大桥全線合龙。
与传统两用桥不同，常泰长江大桥是长江上首座承载高速公路、城际铁路和一级公路的过江通道。其中高速公路为双向六车道设计，设计时速100公里/小时。下层的铁路为正在规划中的常州至泰州城际铁路，此外在下层的下游方向，布置有双向四车道的一级公路，设计时速80公里/小时。

## 图集

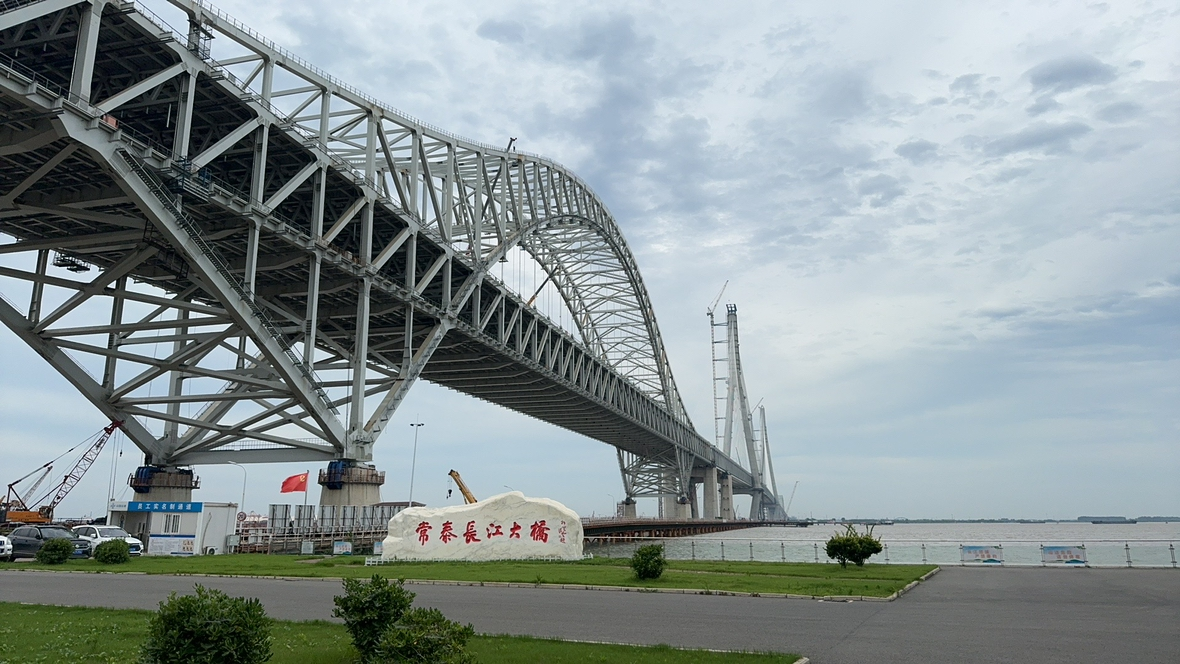
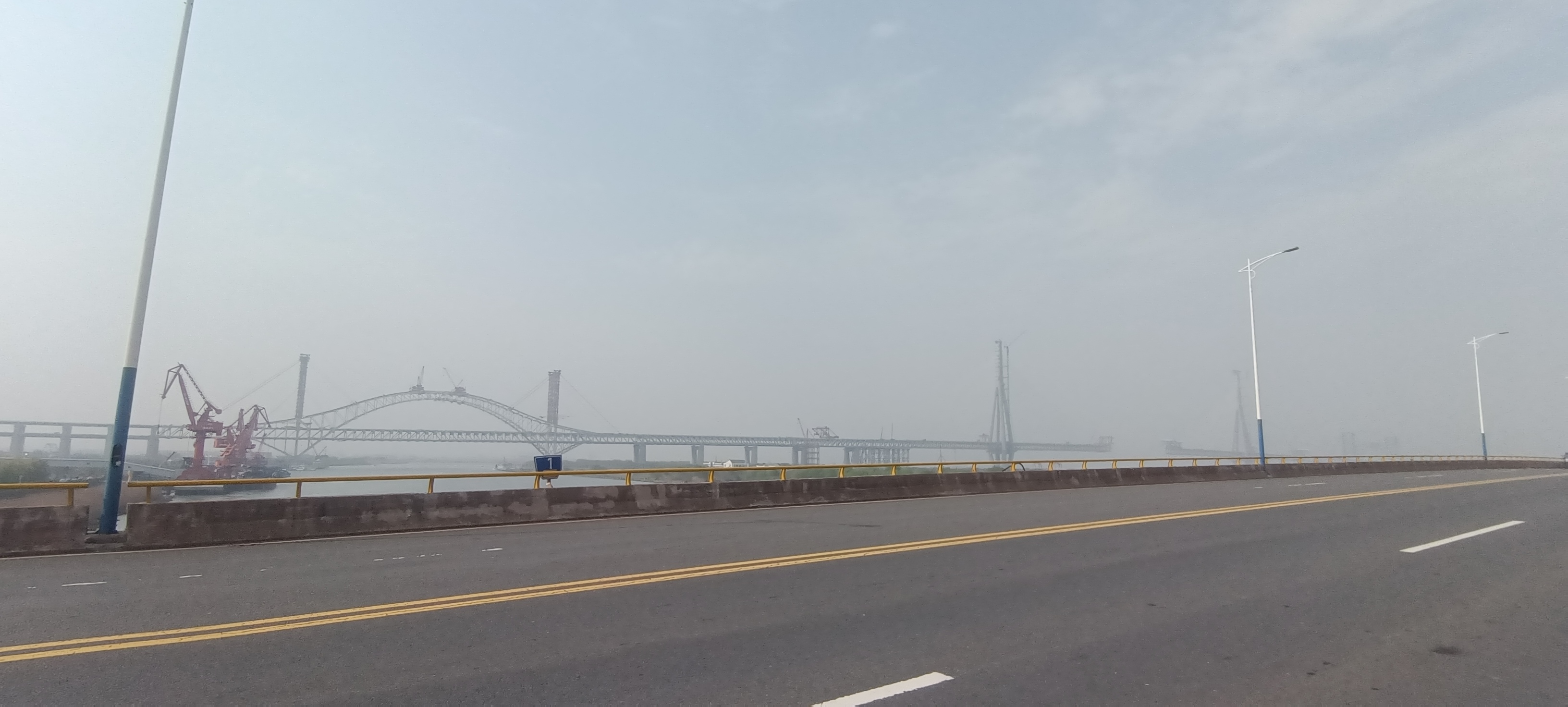
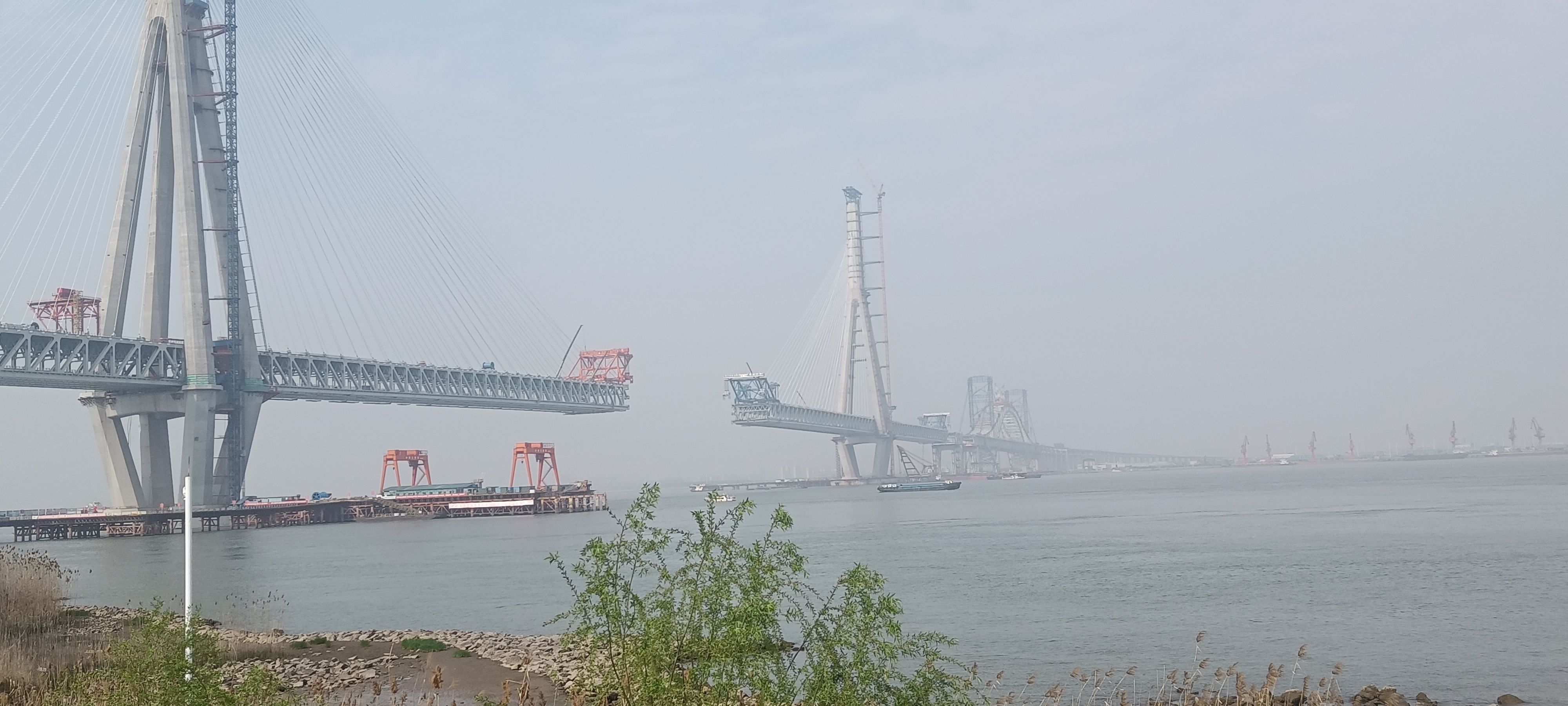
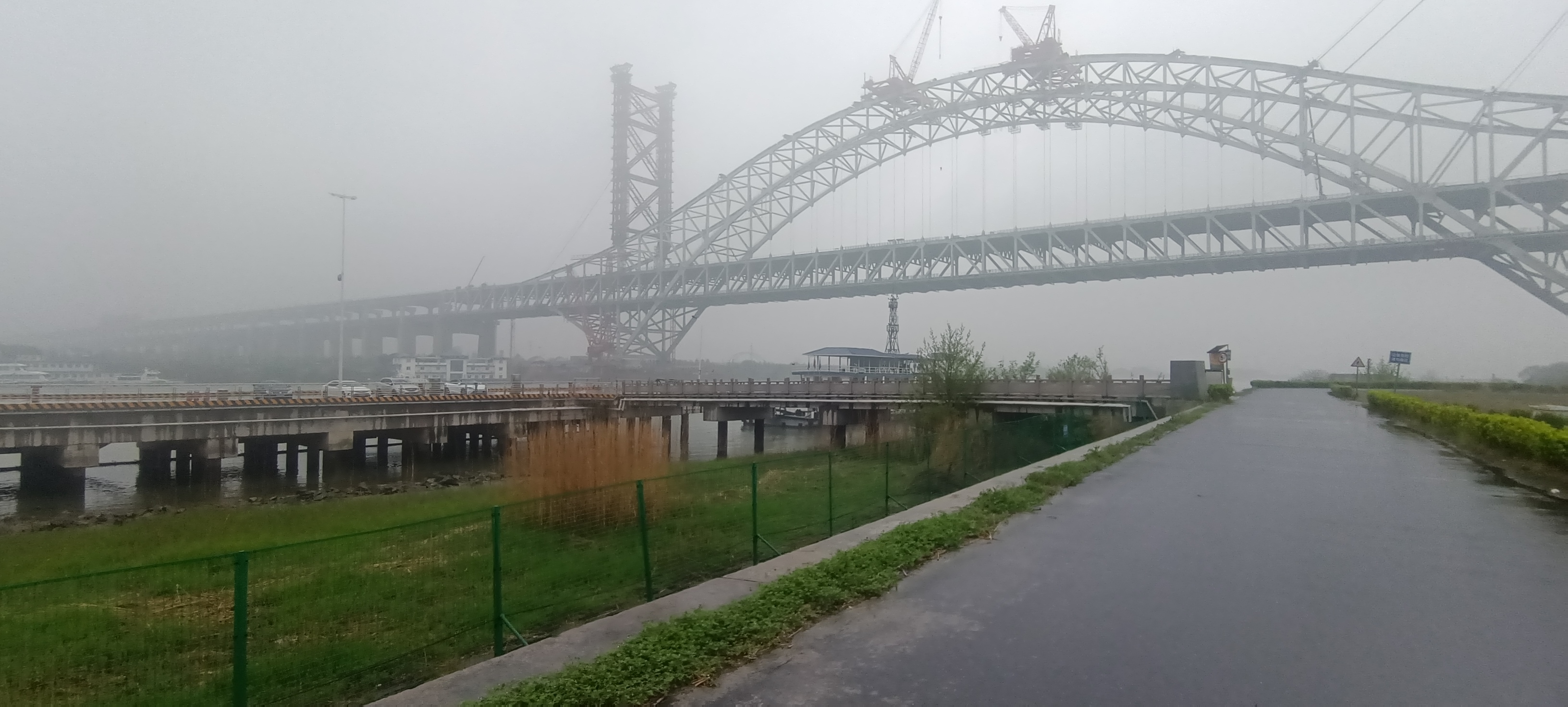
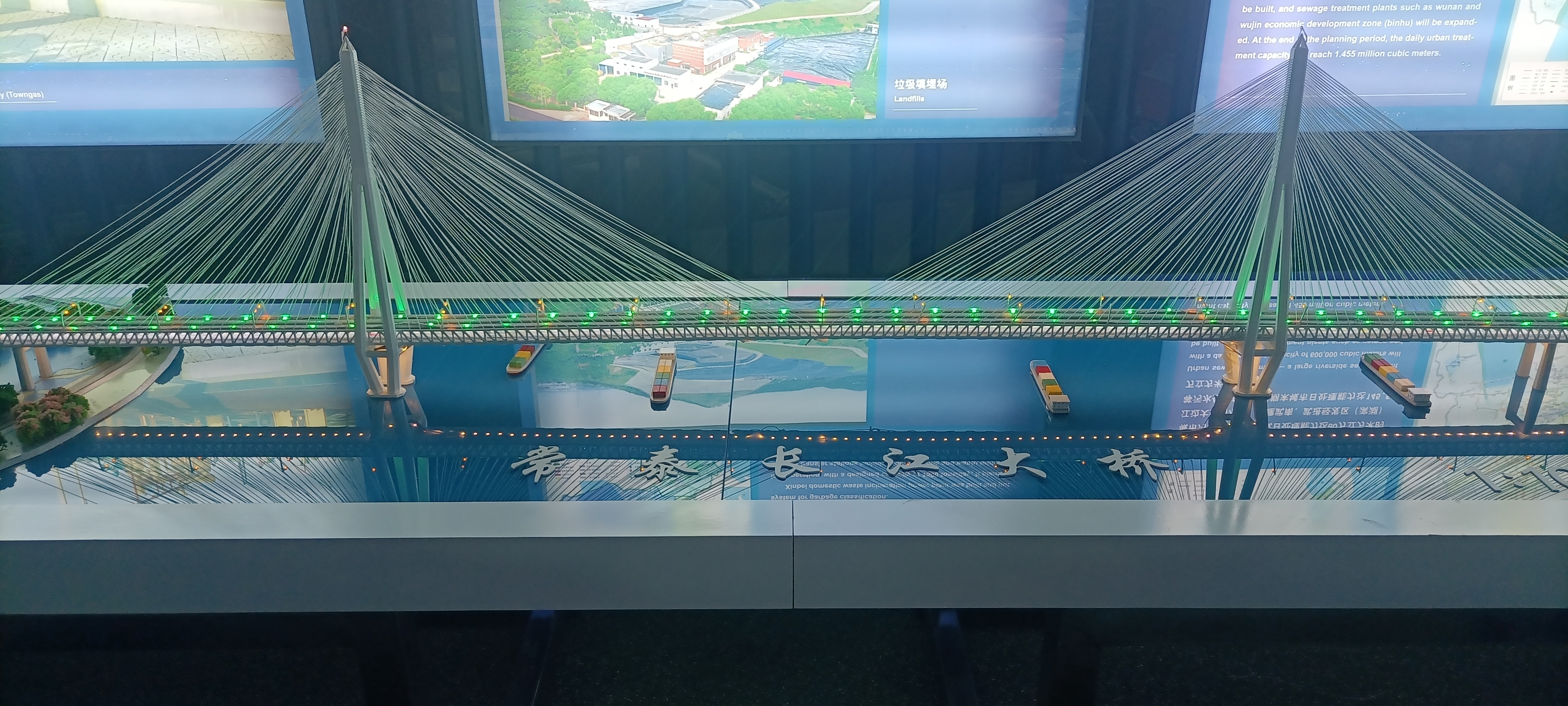
模型